# George O’Brien
George O’Brien (ur. 19 kwietnia 1899 w San Francisco, zm. 4 września 1985 w Tulsie) – amerykański aktor, popularny w czasach kina niemego oraz w latach trzydziestych XX wieku – na początku kina dźwiękowego. Jego najbardziej znanym filmem jest produkcja Friedricha Murnau z 1927 Wschód słońca.

## Filmografia
- 1924: Żelazny koń